# Anthophora kazabi
Anthophora kazabi là một loài Hymenoptera trong họ Apidae. Loài này được Banaszak mô tả khoa học năm 1984.